# Schilpario
Schilpario est une commune italienne de la province de Bergame, dans la région Lombardie.

## Géographie
Le lac de Valbona se situe sur le territoire administratif de la commune.

## Administration
| Période                                  | Période | Identité | Étiquette | Qualité |
| ---------------------------------------- | ------- | -------- | --------- | ------- |
|                                          |         |          |           |         |
| Les données manquantes sont à compléter. |         |          |           |         |

### Hameaux
Ronco, Barzesto, Pradella

### Communes limitrophes
Azzone, Borno, Cerveno, Lozio, Ossimo, Paisco Loveno, Teglio, Vilminore di Scalve

### Personnalités nées à Schilpario
- Osvaldo Raineri (né le 5 novembre 1935), prêtre, professeur de langue et littérature éthiopienne.